# Pomáz
Pomáz là một thành phố thuộc hạt Pest, Hungary. Thành phố này có diện tích 49,03 km², dân số năm 2010 là 16871 người, mật độ 344 người/km².